# Het Bourne Testament
Het Bourne Testament (oorspronkelijke Engelse titel: The Bourne Legacy) is een boek geschreven door Eric Van Lustbader. Het werd voor het eerst uitgegeven in 2004.
In dit boek vervolgt Van Lustbader de populaire reeks boeken van Robert Ludlum met daarin het personage Jason Bourne. De drie delen van de reeks zijn verfilmd: The Bourne Identity, The Bourne Supremacy en The Bourne Ultimatum met Matt Damon in de hoofdrol als Jason Bourne.